# Pseudocoris yamashiroi
Pseudocoris yamashiroi Schmidt, 1931 é uma espécie de peixes da família Labridae da ordem dos Perciformes.

## Descrição
Os machos podem alcançar os 16 cm de comprimento total.
A espécie tem distribuição natural no Indo-Pacífico, nos recifes de coral, desde a Micronésia até ao Samoa e das Maldivas e ilha Maurício e das costas África Oriental à ilha Christmas.